# Špirlicovité
Špirlicovité (Sarraceniaceae) je čeleď vyšších dvouděložných rostlin z řádu vřesovcotvaré (Ericales). Všichni zástupci náleží mezi masožravé rostliny.

## Charakteristika
Špirlicovité jsou vytrvalé byliny nebo polokeře s listy přeměněnými v kornoutovité nebo džbánkovité pasti na lapání hmyzu. Listy jsou střídavé, v přízemní růžici, bez palistů. Čepel je kornoutovitá, u rodů špirlice a darlingtonie s kápovitým vrcholem, který je u kornoutovitých pastí heliamfor jen naznačen. Pasti jsou podélně křídlaté. Ve vnitřní části láčky je tekutina trávící kořist buď činností enzymů nebo bakterií. Únik z pasti je často ztížen dolů směřujícími chloupky, přítomny jsou také žlaznaté chlupy.
Květenství jsou vrcholové hrozny (heliamfora) nebo jsou květy jednotlivé, vyrůstající z centra listové růžice. Květy jsou pravidelné, oboupohlavné, velké a nápadné, často podepřené nápadnými listeny. Kalich i koruna jsou z 5 volných plátků, u heliamfory koruna chybí a její funkci přebírají 4 petaloidní kališní lístky. Tyčinek je mnoho, u heliamfor 10 až 20, jsou volné nebo u rodu špirlice ve skupinkách. Semeník je svrchní, srostlý ze 3 nebo 5 plodolistů a se stejným počtem komůrek a s jedinou čnělkou se 3 nebo 5 bliznami. U osobitě utvářených květů špirlic je čnělka rozšířena v deštníkovitý útvar překrývající střední část květu. Vajíček je mnoho. Plodem je mnohasemenná tobolka. Semena jsou drobná, někdy křídlatá, s olejnatým endospermem.
Špirlice a darlingtonie mají velké jasně zbarvené a vonné květy, opylované rozličným hmyzem. Heliamfory mají květy bez nektaru a podle terénních pozorování jsou opylovány několika různými druhy včel.

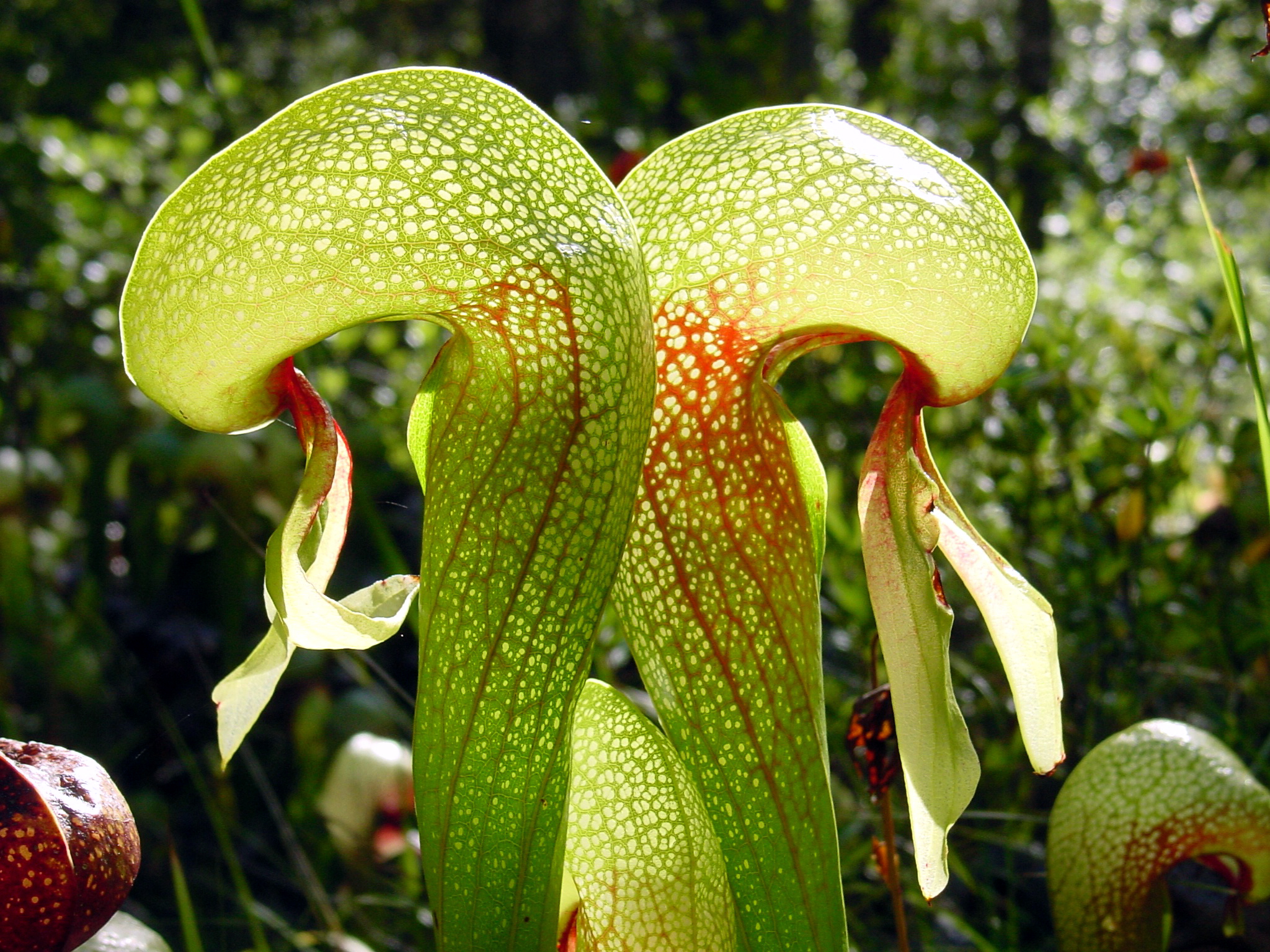
Vrcholy láček darlingtonie kalifornské (Darlingtonia californica)
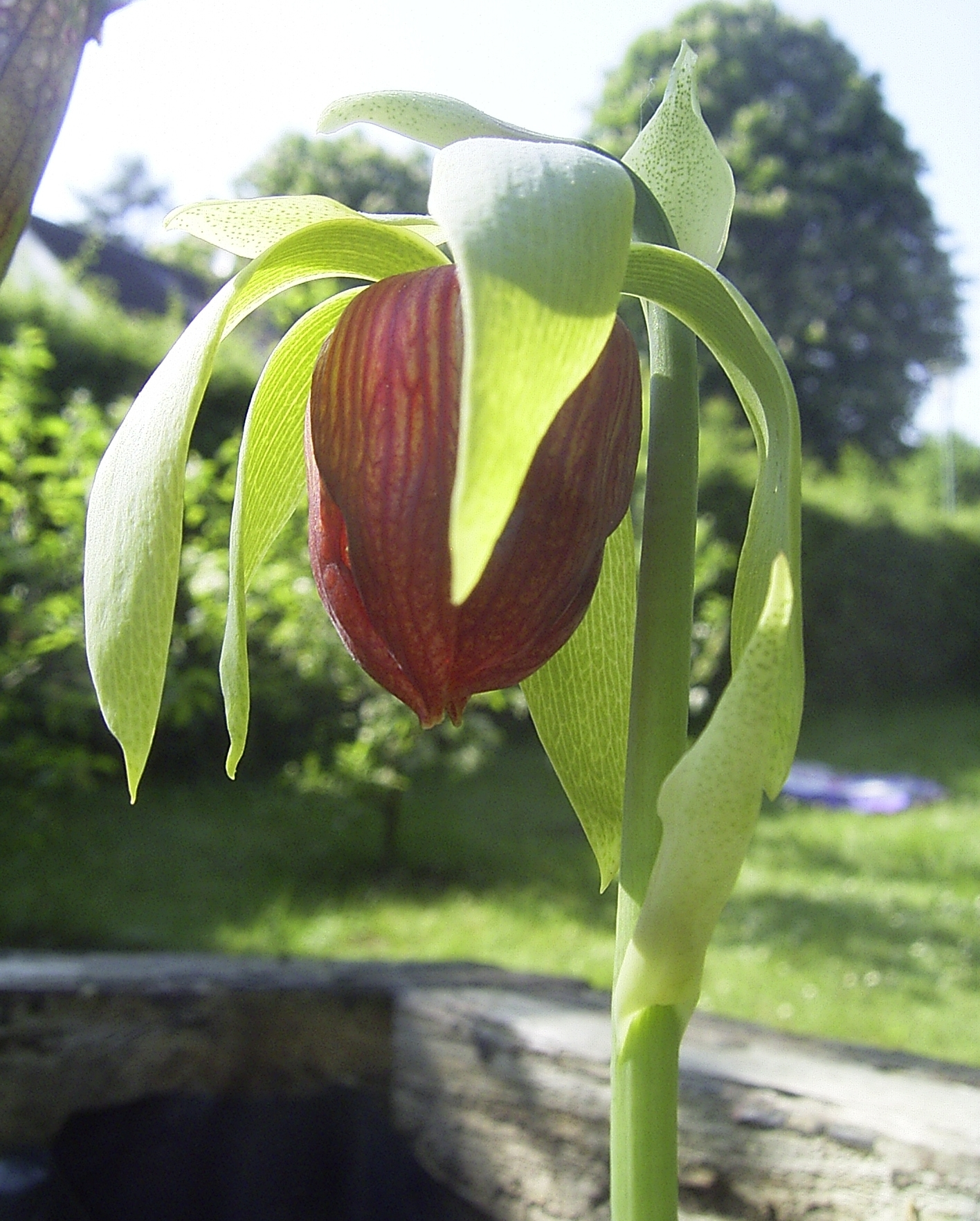
Květ darlingtonie kalifornské (Darlingtonia californica)
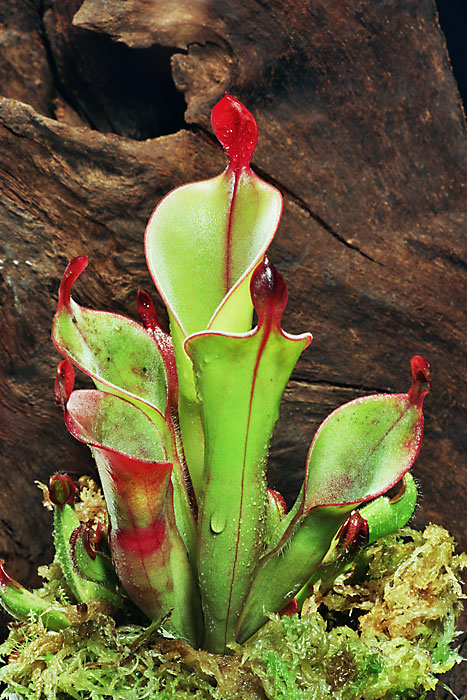
Heliamfora H. chimantensis
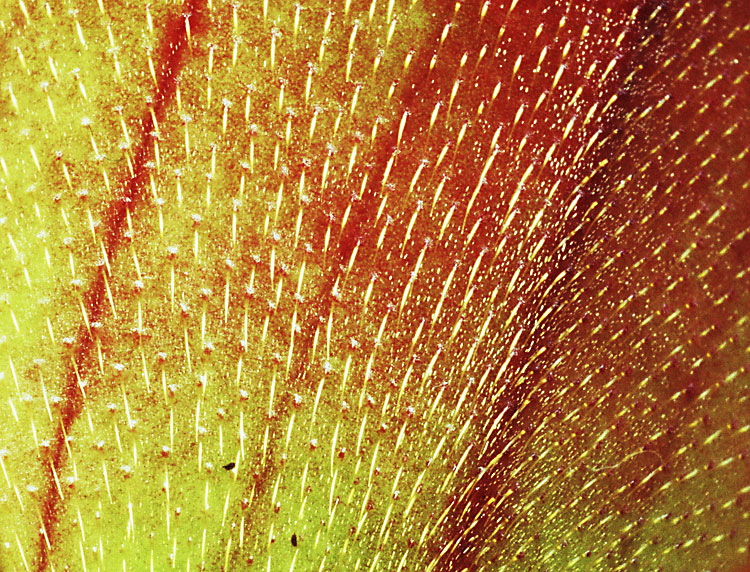
Detail vnitřní strany láčky heliamfory H. ionasii
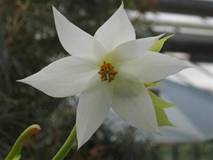
Květ heliamfory
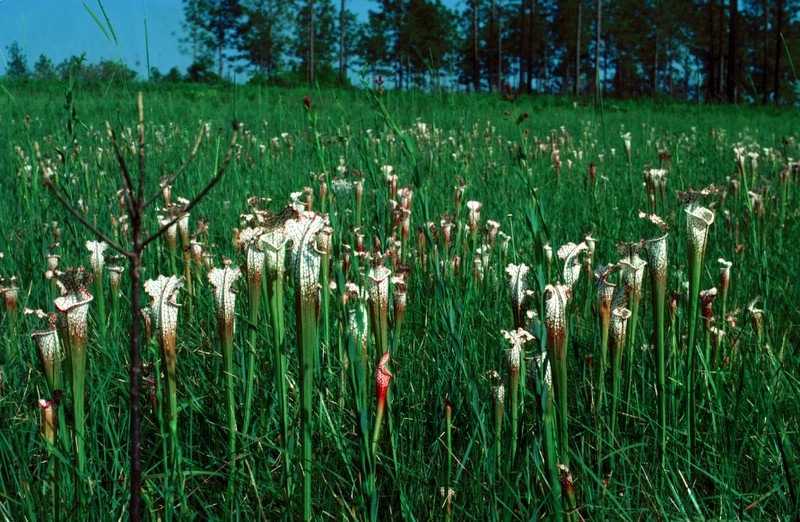
Porost špirlice Sarracenia leucophylla
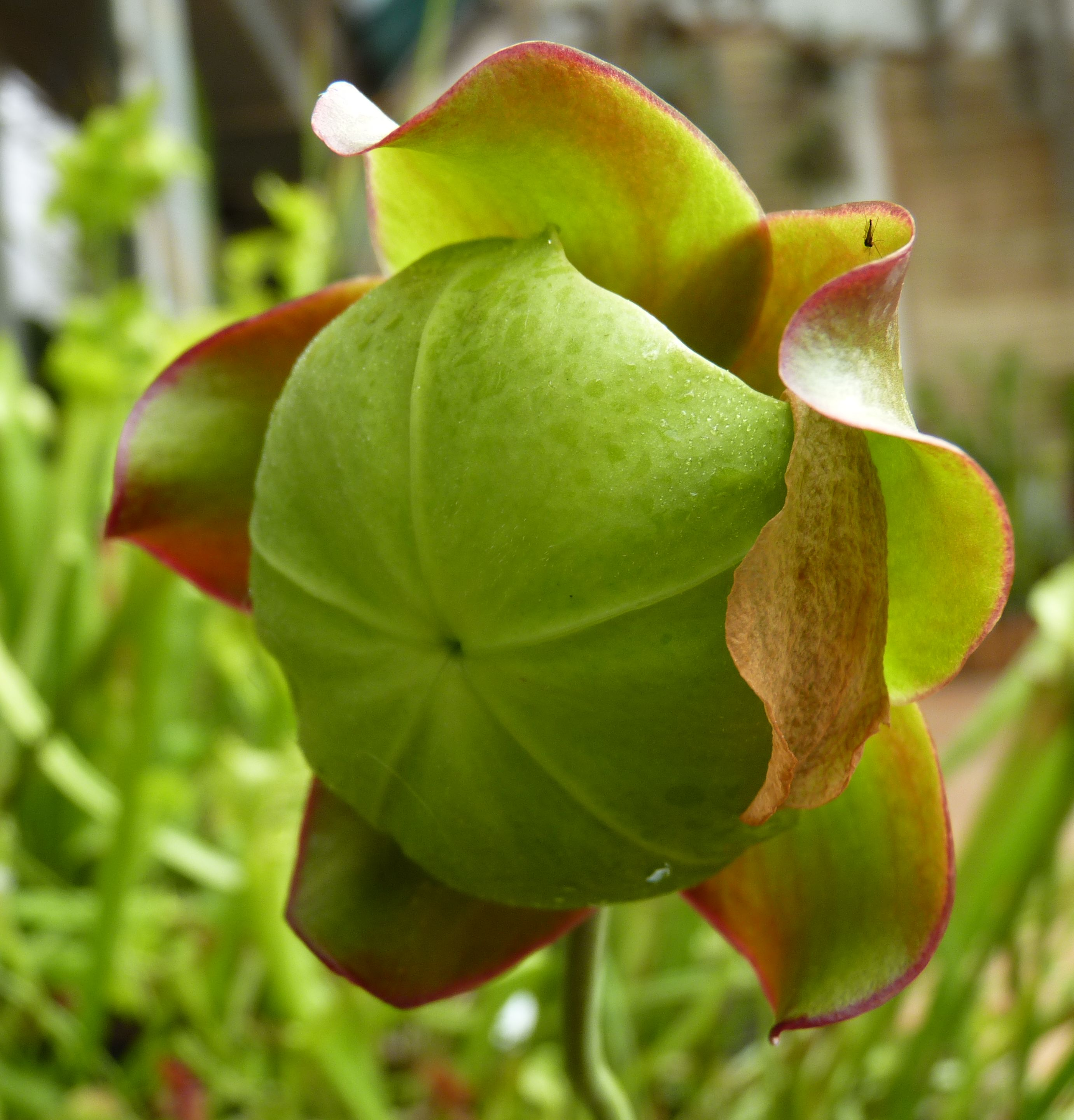
Květ špirlice S. purpurea

## Rozšíření
Areály jednotlivých rodů špirlicovitých se nepřekrývají. Darlingtonie kalifornská roste v záp. USA ve státech Kalifornie a Oregon, špirlice rostou ve východních oblastech USA a Kanady, heliamfory jsou endemity Guyanské vysočiny v Jižní Americe. Největším rodem je špirlice (Sarracenia, 8 druhů), následuje heliamfora (Heliamphora, 6 druhů). Špirlicovité rostou podobně jako většina jiných masožravých rostlin na chudých kyselých a vlhkých půdách. Výskyt většiny druhů heliamfor je omezen na vrcholy jednotlivých stolových hor Guyanské vysočiny.

## Taxonomie
V minulosti byla tato čeleď často dávána do příbuzenstva ostatních masožravých čeledí jako jsou láčkovkovité (Nepenthaceae) a rosnatkovité (Droseraceae). Molekulární výzkumy tuto příbuznost nepotvrdily a špirlicovité se ocitly na úplně jiném místě botanického systému. Špirlicovité tvoří monofyletickou skupinu spolu s čeleděmi chejlavovité (Roridulaceae) a aktinidiovité (Actinidiaceae).

## Zástupci
- darlingtonie kalifornská (Darlingtonia californica)
- heliamfora (Heliamphora)
- špirlice (Sarracenia)

## Zajímavosti
Špirlice je symbol Newfoundlandu a Labradoru.